# Epistulae ex Ponto
Epistulae ex Ponto (Cartas desde el mar Negro) es una obra de Ovidio escrita en cuatro libros en los que ilustra la tristeza y desolación lejos de Roma; es obra que podemos marcar de poesía elegíaca o elegía dolorosa. Esta es especialmente importante para tener conocimiento de Escitia menor (Grecia) en los tiempos del autor. Esta obra es publicada en Tomis (actual Constanta, el 17 a. C.) durante el exilio de Ovidio causado por la publicación de sus libros que incitaban al adulterio, en contra de los ideales del emperador Augusto.

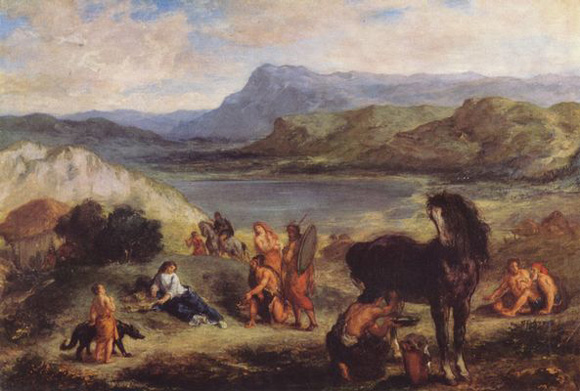
Ovidio entre los escitas - Eugene Delacroix. Ubicado en el Museo Metropolitano de Nueva York.

Igual que los poemas de los libros 3, 4 y 5 de su obra Tristia, Epistulae ex Ponto describe los rigores del exilio del autor. Pero la última contiene cartas dirigidas a un amigo distinto y se centran desesperadamente en asegurar su retorno a Roma, a diferencia de Tristia.

## Estructura temática
1. Primer libro: Este contiene diez piezas en las que Ovidio describe su estado de salud, sus esperanzas, recuerdos y anhelos hacia el deseo de volver a Roma. En estas piezas encontramos también sus necesidades durante el exilio en Tomis.
2. Segundo libro: En él hay dos peticiones apasionadas a Germánico, sobrino e hijo adoptivo del emperador Tiberio, el cual es mencionado muchas veces en este tomo. En el segundo libro también hace peticiones a sus amigos para hablar en nombre de él en Roma mientras es descrita su desesperación y vida en Tomis.
3. Tercer libro: En el penúltimo libro aparecen nueve poemas en los cuales Ovidio se dirige a su mujer y a diferentes amigos. A su vez incluye un relato de la historia de Ifigénia y Tauris. Finalmente en el libro aparece un poema contra la crítica y un sueño de cupido.
4. Cuarto libro: En la obra final de Ovidio, se destacan varios poemas por su temática. En los poemas 4 y 9 vuelve a hacer referencia a sus amigos a los que felicita por sus ayudas al autor.  El poema 7 describe la geografía y el clima de su lugar de exilio y más adelante en los poemas 10 y 13 describe el invierno y la primavera del lugar. Hacia el final del libro, se dirige a un tal Tuticanus a causa de su crítica en la que se dice que los poemas de Ovidio no encajan con la métrica elegíaca. En el poema 14 alude a su lugar de acogida en el exilio y, en el último poema el autor implora y suplica a un enemigo suyo que lo deje en paz.

- Latín: "Quis iuvat extintos feruum demittere in artus?

- Español: " ¿De qué sirve hundir el puñal en miembros muertos? Ya no encuentra sitio en mi nueva herida"